# إيكي توسين
إيكي توسين (بالإنجليزية: Ikki Tousen) هي سلسلة مانغا يابانية مبنية على الرواية الصينية رومانسية الممالك الثلاث نشرت لأول مرة في عام 2000  وتم جمعها في 24 تانكوبون.